# Гробница Красной королевы

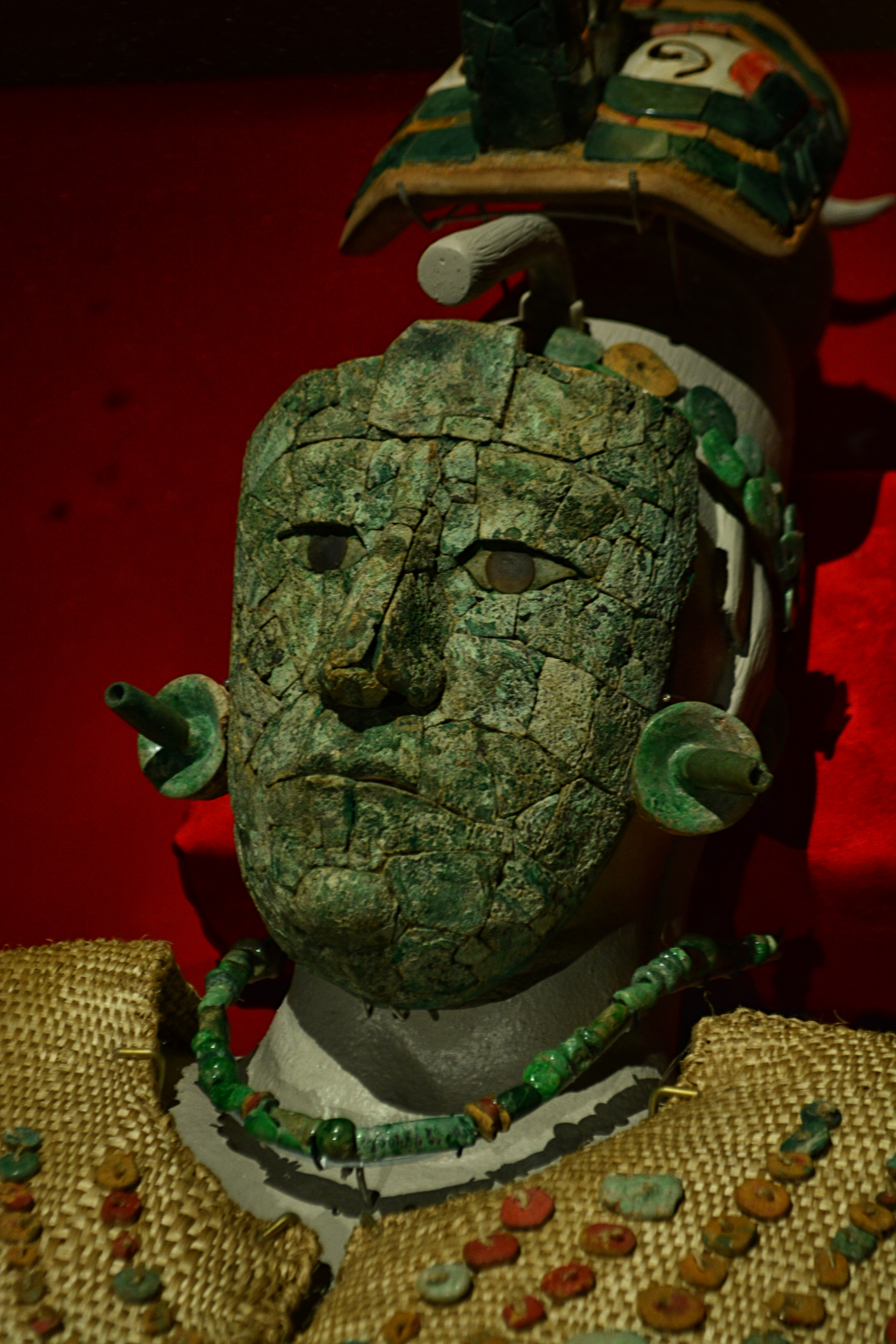
Погребальная маска, украшения и головной убор Красной королевы.

Гробница Красной королевы (исп. Reina Roja) — погребальная камера, содержащая останки дворянки, возможно, леди Иш Ц’акбу Ахав, и двух слуг, расположенная внутри Храма XIII в руинах древнего города майя Паленке, ныне национального парка Паленке в штате Чьяпас на юге Мексики. Она была датирован между 600 и 700 годами нашей эры. Гробница была обнаружена в 1994 году мексиканским археологом Фанни Лопес Хименес после того, как местный археолог Арнольдо Гонсалес Крус поручил ей выполнить рутинные работы по стабилизации храмовой лестницы. Она получил свое популярное название от того факта, что останки дворянки и предметы в саркофаге были покрыты ярко-красным порошком киновари, когда гробница была обнаружена.

## Храм XIII

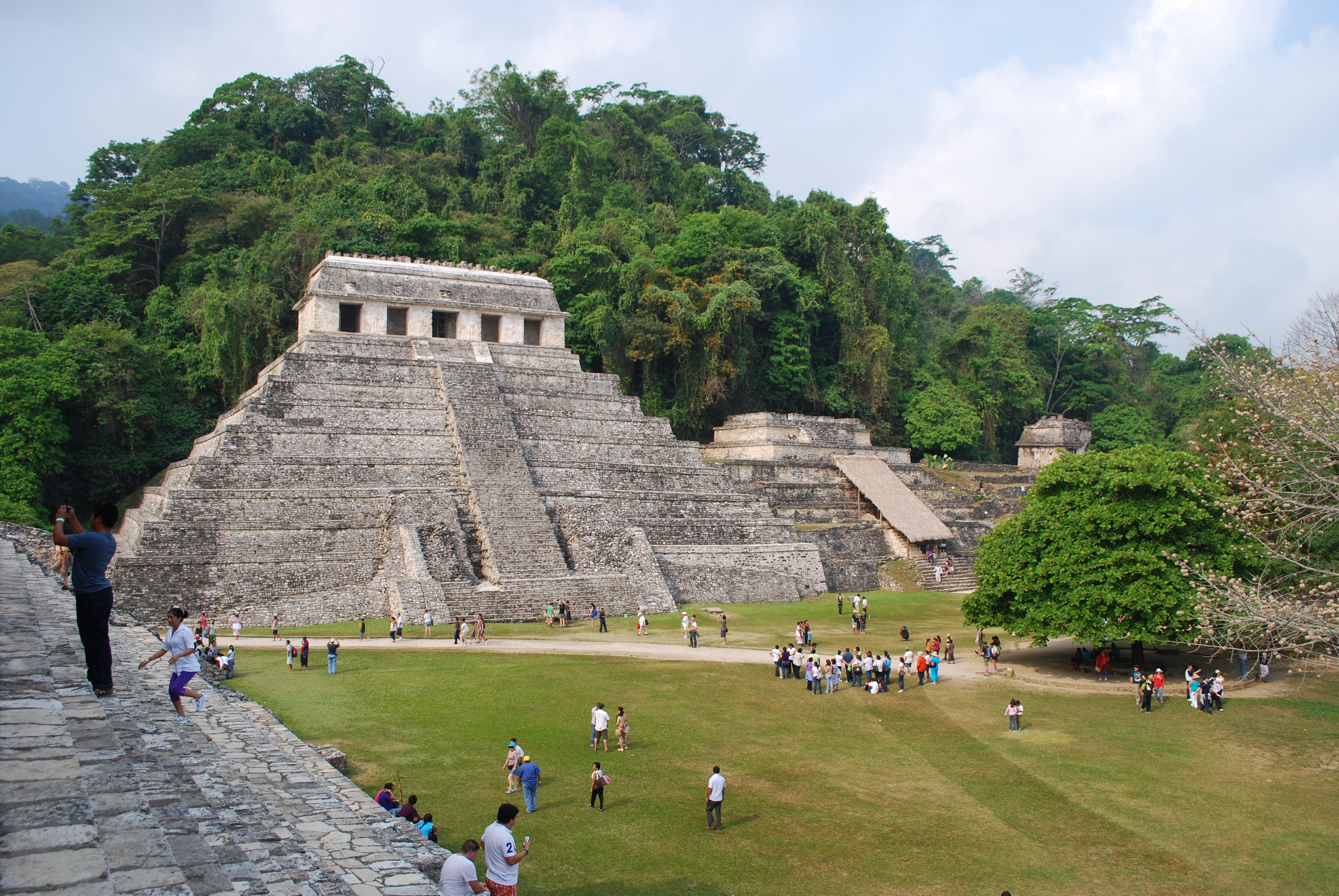
Пирамида Надписей находится на переднем плане, меньший Храм XIII находится рядом с ней справа.

Паленке был одним из самых богатых и могущественных городов-государств майя в доколумбовой Мексике. Он располагался в предгорьях гор Чьяпас, на месте слияния нескольких рек с водопадами и бассейнами; название этого места на современном языке майя — Лакам Ха, или «большая вода». Это место было впервые заселено в ранний классический период (200—600 гг. Н.э.) и пало примерно в 800 г. н. э. Город пришел в упадок и постепенно был заброшен и захвачен джунглями.
Испанские исследователи впервые посетили это место в 1773 и 1784 годах, а в 1786 году в город была отправлена испанская военная экспедиция; они ломали стены в поисках сокровищ, но не нашли царских гробниц. Несколько исследователей посетили город в 19 веке, сделав рисунки и опубликовав отчеты о руинах. В 1948 году археолог Альберто Рус Луилье обнаружил скрытый вход в Пирамиду Надписей, а четыре года спустя открыл гробницу Пакаля с её сокровищами, но Храм XIII оставался неисследованным на протяжении десятилетий.
Руины Паленке занимают площадь около квадратной мили с сотнями построек. В центре города находятся большой дворец и группа из трех пирамид, расположенных на Большой площади или главной площади. Самая большая пирамида, Пирамида Надписей, была построена специально для останков Пакаля или Пакаля Великого, правившего с 615 по 683 год нашей эры, периода наибольшей славы города. Внутренняя лестница со скрытым входом сбоку пирамиды вела в погребальную камеру под пирамидой. Рядом с ним две меньшие, но похожие пирамиды. Храм XIII находится рядом с Пирамидой Надписей и намного меньше по размеру. Он имеет высоту около двенадцати метров, построен ступенчато, с внешней лестницей, ведущей на вершину. В центр пирамиды вела внутренняя лестница, но она полностью обрушилась и была завалена обломками. В 1973 году археолог Хорхе Акоста исследовал первые два уровня Храма XIII, но не нашел входа в погребальную камеру.

## Открытие
Весной 1994 года молодой мексиканский археолог по имени Фанни Лопес Хименес выполняла рутинные работы по стабилизации храма, примыкающего к Храму Надписей. Фанни заметила небольшую трещину на лестнице, частично прикрытую каменной кладкой и небольшим количеством сорняков. Используя фонарик и зеркало, она заглянула в узкий проход, скрытый за лестницей, который, казалось, вел к запечатанной двери. Она немедленно уведомила руководителя группы Арнольдо Гонсалеса Круза о своем открытии.
На следующий день группа археологов, работающая в Национальном институте антропологии и истории Мексики, начала исследовать то, что обнаружила Фанни. Они обнаружили небольшую заблокированную дверь на вертикальной секции второго уровня пирамиды, примерно на 2,8 метра выше уровня Плазы. Бригада сняла кладку и обнаружила узкий шестиметровый коридор, заваленный обломками, ведущий внутрь пирамиды. Этот коридор вел к другому коридору длиной пятнадцать метров, сложенному из больших блоков известняка, который шел с севера на юг внутри пирамиды. В этом коридоре не было мусора. На южной стороне коридора было три комнаты; два были открыты и пусты, со следами совершенных ритуалов, а третий был загорожен каменной стеной, покрытой лепниной, со следами краски.
Команде во главе с Крузом было крайне любопытно узнать, что находится внутри, но они не стали сразу сносить стену, опасаясь повредить какое-либо украшение на внутренней стороне стены. Поразмыслив, они проделали небольшую дырочку пятнадцать на пятнадцать сантиметров и заглянули внутрь. Они увидели саркофаг и совершенно неповрежденную гробницу.

## Погребальная камера

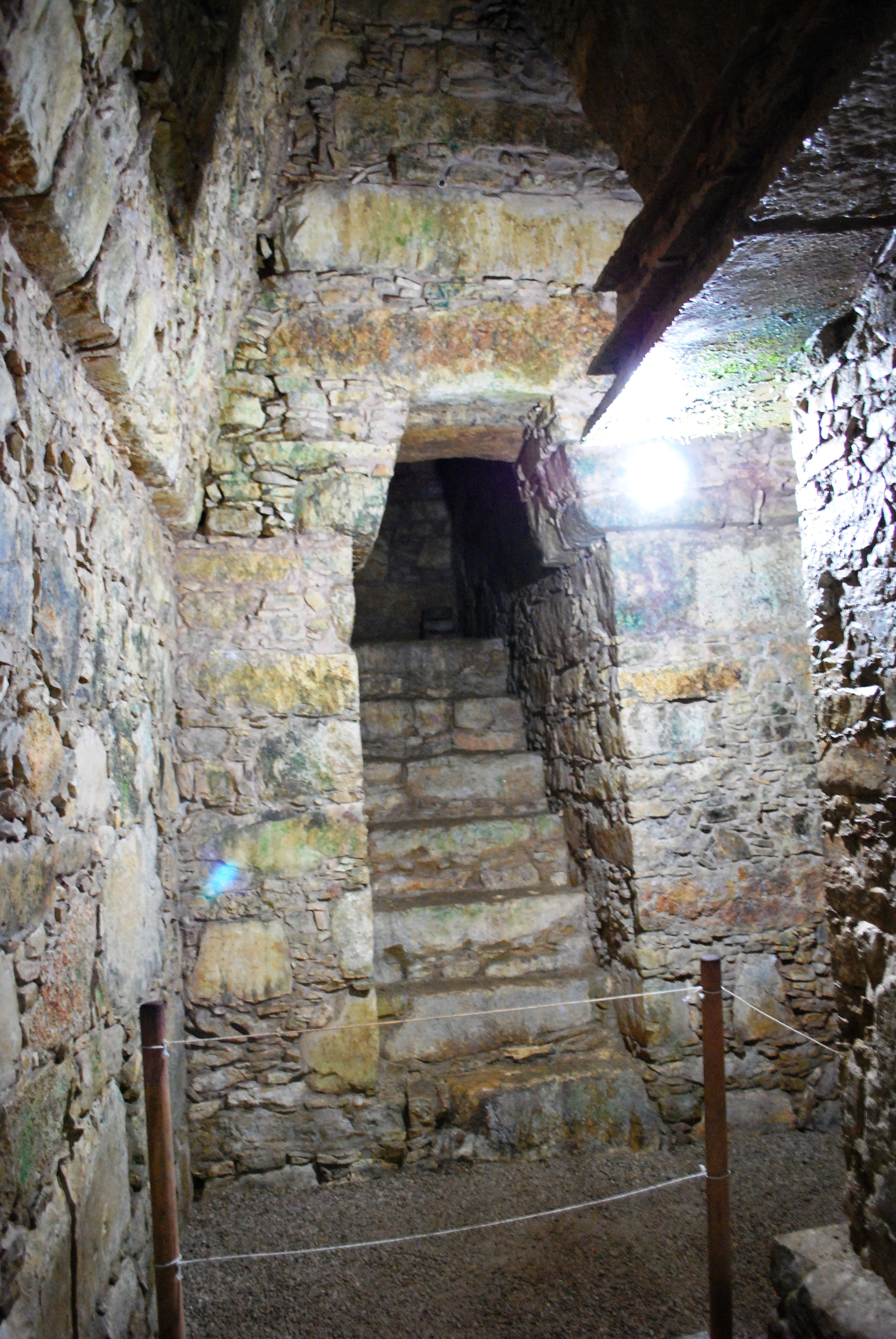
Погребальная камера и лестница, ведущая в неё.

Камера была 3,8 метра в длину и 2,5 метра в ширину, со сводчатым каменным потолком. На стенах не было ни украшений, ни картин. В центре, занимая почти всю погребальную камеру, находился известняковый саркофаг длиной 2,4 метра и шириной 1,8 метра, закрытый каменной крышкой толщиной десять сантиметров. На крышке находилась кадильница с крышкой и небольшим пряслицем.
В западной части саркофага на полу был найден плохо сохранившийся скелет мужчины примерно одиннадцати лет. Очевидно, он был слугой, которого принесли в жертву, чтобы сопровождать Красную Королеву в её последнем путешествии.
В восточном конце саркофага находился второй скелет женщины 30-35 лет, также, по-видимому, принесенной в жертву.
На первой ступеньке, ведущей в камеру, стояла большая коричневая керамическая тарелка и две оранжевые керамические вазы, а также несколько человеческих останков, состоящих из длинных костей и зубов, инкрустированных нефритом.

## Саркофаг
Археологи осторожно приподняли крышку саркофага на двадцать сантиметров, трудоемкий процесс, который занял четырнадцать часов. Внутри они обнаружили останки женщины, лежащей на спине. Её скелет был покрыт и окружен большой коллекцией нефритовых и жемчужных предметов, костяных игл и раковин, которые изначально были частями ожерелий, ушных раковин и браслетов. Вокруг черепа была диадема из плоских круглых нефритовых бусин и малахитовые осколки того, что было погребальной маской. В области груди скелета были ещё плоские нефритовые бусы и четыре лезвия из обсидиана. Кроме того, внутри ракушки находилась крошечная фигурка из известняка.
Скелет, собрание предметов и внутренность саркофага были сплошь покрыты ярко-красной пылью из киновари или измельченной ртутной руды.

## Личность Красной королевы
Останки «Красной королевы» и предметы в гробнице были доставлены в лабораторию Мексиканского национального института археологии и истории для дальнейшего изучения. Гробница была датирована 600—700 годами нашей эры путем сравнения керамической посуды с найденной в других местах майя. Ученые провели тесты радиоуглеродное датирование и исследования реконструкции лица и успешно извлекли образец ДНК из коллагена в её позвонках. Им удалось установить, что ей было около шестидесяти лет, когда она умерла, и что у неё был тяжелый случай остеопороза, из-за которого её кости стали жесткими. Они установили, что она потребляла большое количество мяса в своем рационе и имела удивительно здоровые зубы, учитывая её возраст и время, в которое она жила. В погребальной камере нет надписей других текстов, позволяющих с уверенностью установить, кем она была.
Было ясно, что она была важной персоной. Пирамида, в которой находилась её погребальная камера, находилась рядом с пирамидой Пакаля Великого, а предметы в гробнице — погребальная маска, диадема и другие предметы в саркофаге — были аналогичны найденным в гробнице Пакаля. Когда гробница была обнаружена, было высказано предположение, что она была матерью Пакаля, важной фигуры, которая какое-то время была соправителем государства, но тесты ДНК показали, что у Красной Королевы не было общего ДНК с Пакалем. Текущая теория (август 2013 г.) состоит в том, что она была Икс Цакбу Аджав, женой Пакаля и бабушкой последнего правителя майя. Арнольдо Гонсалес Круз и его команда надеются найти гробницы сыновей Пакаля в ещё неисследованных других храмах Паленке, которые, если их ДНК не повреждены, могли бы подтвердить её личность. Её останки были возвращены в Паленке в июне 2012 года и захоронены в другом месте, так как влажность внутри пирамиды не позволяла вернуть её останки в саркофаг. Тайна её личности остается неразгаданной.